# Saku (Nagano)
Saku (佐久市 -shi) é uma cidade japonesa localizada na província de Nagano.
Em 2003 a cidade tinha uma população estimada em 68 097 habitantes e uma densidade populacional de 353,53 h/km². Tem uma área total de 192,62 km².
Recebeu o estatuto de cidade a 1 de Abril de 1961.